# Протон (ракета)
Вижте пояснителната страница за други значения на Протон.
Протон (официално означение УР-500) е съветска (по-късно руска) ракета носител, използвана за извеждане на различни товари в космоса. Първото изстрелване на ракетата е направено през 1965 г. и към 2023 г. тя все още е в употреба. Това я прави една от най-успешните тежкотоварни ракети в историята на космическия полет. Всички ракети са построени от ГКНПЦ Хруничев в Москва. Всички ракети се транспортират до космодрума Байконур в хоризонтална позиция и там се обръщат във вертикална малко преди изстрелването.
Името на ракетата идва от изкуствените спътници Протон, които са сред първите товари изведени в орбита от такава ракета.
Капацитетът на Протон за товар, изведен в ниска околоземна орбита, е 22 тона, а в междупланетното пространство – около 5 – 6 тона. Сравними с нея са ракетите Делта IV, Атлас V, Ариана 5 и Ангара.

## История
Протон първоначално е замислена като „супер“ междуконтинентална балистична ракета. Проектирана е да носи 10 мегатонова (или по-голяма) ядрена бойна глава на разстояние 13 000 километра. Това силно превишава капацитета на повечето междуконтинентални балистични ракети и затова не е използвана като такава. Замислена е от Владимир Челомей с идеята да надвие ракетата Н-1 конструирана от Сергей Корольов. След прекратяването на програмата „Аполо“, използваща американската ракета Сатурн V, Протон става най-тежкия бустер в света до първия полет на Енергия през 1987 година.
В интервала от първия си полет през 1965 до 1970 година ракетата претърпява множество провали, но веднъж усъвършенствана става една от най-надеждните ракети предназначени да извеждат товари в орбита. Около 96% от 300-те изстрелвания са успешни.
С Протон са изстреляни непилотираните полети около Луната в рамките на съветската лунна програма, както и космическите станции Салют. Също така и базовия блок на станция Мир и другите ѝ компоненти, както и двата модула на Международната космическа станция Заря и Звезда. С Протон са изведени много сонди до Луната, Венера, Марс и дори до Халеевата комета.
На 1 март 2006 ракетата се проваля в извеждането на спътника Арабсат 4A. След успешни първа, втора и трета степен, четвъртата свършва по-рано и ракетата не успява да изведе изкуственият спътник в геостационарна орбита. След направени подобрения Протон успешно извежда спътникът Hot Bird 8 на 5 август 2006. На 19 февруари 2007 последната четвърта степен (която не успява да изведе Арабсат в орбита) експлодира над Австралия, което създава облак от космически боклук.
На 5 септември 2007 г. друга ракета Протон-М, този път носеща спътникът JCSAT-11 се проваля, защото първата степен не се отделя от втората. Последвалото изстрелване е успешно.

## Протон-М
Последната версия на ракетата е Протон-М. Тя може да изведе от 3 до 3,2 тона в геостационарна орбита или 5,5 тона в геостационарна трансферна орбита. Капацитетът ѝ в ниска околоземна орбита с инклинация 51,6 градуса (орбитата в която се намира МКС) е 22 тона.
Подобренията на тази версия включват модификация при първите степени за да се намали теглото ѝ, което увеличава тягата на ракетата и тя използва двигателите си напълно.
Техническа характеристика
- Товар в НЗО: 21 000 kg на 185 km, 51,6 градуса
- Товар: 2920 kg по траектория на геосинхронна орбита.
- Апогей: 40 000 km
- Сравняеми ракети: Хоризонт, Радуга, Спейсбус 3000
- Тяга при излитане: 965 580 kgf 9,469.1 kN
- Маса: 712,800 kg
- Диаметър: 7.40 m
- Дължина: 53.00 m

### Степени на Протон-М
| Степени                 | Протон КМ-1      | Протон К-2 8С811К | Протон К-3     | Протон КМ-4 Бриз-М |
| ----------------------- | ---------------- | ----------------- | -------------- | ------------------ |
| Обща маса               | 450 400 kg       | 167 828 kg        | 50 747 kg      | 22 170 kg          |
| Маса само на ракетата   | 31 000 kg        | 11 715 kg         | 4185 kg        | 2370 kg            |
| Тяга                    | 1 074 000 kgf    | 244 652 kgf       | 64 260 kgf     | 2000 kgf           |
| Isp                     | 317 s            | 327 s             | 325 s          | 326 s              |
| Време на изгаряне       | 108 s            | 206 s             | 238 s          | 3000 s             |
| Isp(sl)                 | 285 s            | 230 s             | 230 s          |                    |
| Диаметър                | 7,40 m           | 4,15 m            | 4,15 m         | 2,50 m             |
| Дължина от край до край | 7,40 m           | 4,15 m            | 4,15 m         | 4,10 m             |
| Дължина                 | 21,00 m          | 14,00 m           | 6,50 m         | 2,61 m             |
| Ракетно гориво          | N2O4/UDMH        | N2O4/UDMH         | N2O4/UDMH      | N2O4/UDMH          |
| Двигатели               | 6 x РД-253-14D14 | 4 x РД-0210       | 1 x РД-0212    | 1 x S5.98M         |
| Състояние               | В производство   | В производство    | В производство | В производство     |

## Изстрелвания
| Дата              | Полет | Версия             | Товар              | Бележки                                                                      |
| ----------------- | ----- | ------------------ | ------------------ | ---------------------------------------------------------------------------- |
| 8 април 1996      |       | Протон Д1-е        | Astra 1F           | Първи комерсиален полет                                                      |
| 20 май 1999       |       | Протон (Блок ДМ)   | Nimiq-1            |                                                                              |
| 12 февруари, 2000 |       | Протон (Блок 1 ДМ) | Garuda 1           |                                                                              |
| 18 април 2000     |       | Протон-К/ДМ-2М     | Eutelsat SESAT 1   |                                                                              |
| 25 ноември 2002   |       | Протон-К/ДМ-2М     | Astra 1K           | Провал. Поради проблеми с Блок ДМ-2М спътникът е изведен в неправилна орбита |
| 30 декември 2002  |       | Протон Бриз М      | Nimiq-2            |                                                                              |
| 7 юни 2003        |       | Протон Бриз М      | SES Americom AMC-9 | Полет номер 300 на Протон                                                    |
| 15 март 2004      |       | Протон Бриз М      | Eutelsat W3A       |                                                                              |
| 16 юни 2004       |       | Протон Бриз М      | Intelsat-10        |                                                                              |
| 5 август 2004     |       | Протон Бриз М      | Hispasat Amazonas  |                                                                              |
| 28 февруари 2006  |       | Протон Бриз М      | Арабсат-4A         | Провал . Бриз-М не успява да стартира повторно.                              |
| 5 август 2006     |       | Протон Бриз М      | Eutelsat HotBird-8 |                                                                              |
| 9 ноември 2006    |       | Протон Бриз М      | Arabsat-4B         |                                                                              |
| 7 юли 2007        |       | Протон Бриз М      | DirecTV-10         |                                                                              |
| 5 септември 2007  |       | Протон Бриз М      | JCSAT-11           | Провал                                                                       |
| 17 ноември 2007   |       | Протон Бриз М      | Sirius-4           |                                                                              |
| 28 януари 2008    |       | Протон Бриз М      | Ekspress AM-33     |                                                                              |
| 11 февруари 2008  |       | Протон Бриз М      | Thor 5             |                                                                              |
| 14 март 2008      |       | Протон Бриз М      | AMC 14             | Провал. Проблем с горната степен при повторното стартиране                   |

Планирани
Всички изстрелвания на ракети Протон са преустановени до откриване и поправяне на проблема, довел до инжектирането в грешна орбита на сателита AMC 14 на 14 март 2008 година.
| Дата                    | Бележки                       | Товар                           |
| ----------------------- | ----------------------------- | ------------------------------- |
| юни 2008                |                               | CMBStar (Echostar 13)           |
| третата четвърт на 2008 |                               | Ekspress-AM44, Ekspress-MD1     |
| септември 2008          | Навигационни сателити         | Три сателита Kosmos (Glonass-M) |
| декември 2008           | Навигационни сателити         | Три сателита Kosmos (Glonass-M) |
| началото на 2009        | Военен комуникационен сателит | 3х                              |
| Март 2009               |                               | 2 х Yamal-300                   |
| август 2009             | Комуникационни сателити       | Три сателита Kosmos (Glonass-M) |
| ноември 2009            | Комуникационни сателити       | Три сателита Kosmos (Glonass-M) |

|                    | Протон (8K82) | Протон-K        | Протон-K Блок-Д | Протон-K Блок-ДМ | Протон-K Блок-Д-1 | Протон-K Блок-Д-2 | Протон-K Блок-ДМ-2 | Протон-K Блок-ДМ3 | Протон-K Блок-ДМ-2M | Протон-K Блок-ДМ4 | Протон-K Блок-ДМ-5 | Протон-M Бриз-М |
| ------------------ | ------------- | --------------- | --------------- | ---------------- | ----------------- | ----------------- | ------------------ | ----------------- | ------------------- | ----------------- | ------------------ | --------------- |
| Степени            | 2             | 3               | 4               | 4                | 4                 | 4                 | 4                  | 4                 | 4                   | 4                 | 4                  | 4               |
| Полети             | 4             | 30              | 40              | 66               | 10                | 3                 | 106                | 25                | 15                  | 1                 | 2                  | 22              |
| Неуспешни          | 1             | 3               | 12              | 5                |                   |                   | 4                  |                   |                     |                   |                    | 3               |
| Частично неуспешни |               |                 | 4               | 1                |                   | 1                 | 4                  | 1                 |                     |                   |                    | 1               |
| Успешни            | 3             | 27              | 24              | 60               | 10                | 2                 | 98                 | 24                | 15                  | 1                 | 2                  | 18              |
| Надеждност         | 75%           | 90%             | 60%             | 90,91%           | 100%              | 33,33%            | 92,45%             | 96%               | 100%                | 100%              | 100%               | 81,82%          |
| Първи полет        | 16 юли 1965   | 16 ноември 1968 | 10 март 1967    | 26 март 1974     | 9 септември 1978  | 7 юли 1988        | 12 октомври 1982   | 8 април 1996      | 20 януари 1994      | 24 май 1997       | 6 юни 1997         | 5 юли 1999      |
| Последен полет     | 6 юли 1966    | 12 юли 2000     | 9 август 1976   | 20 юни 1990      | 28 септември 1989 | 16 ноември 1996   | 26 октомври 2007   | 17 юни 2006       | 29 март 2005        | 24 май 1997       | 25 юли 2002        | 14 март 2008    |